# Rhynchopsilopa mixta
Rhynchopsilopa mixta är en tvåvingeart som beskrevs av Canzoneri 1987. Rhynchopsilopa mixta ingår i släktet Rhynchopsilopa och familjen vattenflugor.
Artens utbredningsområde är Senegal. Inga underarter finns listade i Catalogue of Life.